# L'Enfer bleu
 (décembre 2023).
Pour plus de détails, voir Fiche technique et Distribution.
L'Enfer bleu (The Last of the Finest) est un film américain réalisé par John Mackenzie, sorti en 1990.

## Fiche technique
- Titre original : The Last of the Finest
- Titre international : Blue Heat
- Titre français : L'Enfer bleu
- Réalisation : John Mackenzie
- Scénario : Jere Cunningham, Thomas Lee Wright, George Armitage
- Photographie : Juan Ruiz Anchía
- Montage : Graham Walker
- Musique : Michael Hoenig, Jack Nitzsche, Mick Taylor
- Production : John Davis
- Pays d'origine : États-Unis
- Format : Couleurs - 1,85:1 - Mono
- Genre : Action, policier
- Durée : 106 minutes
- Date de sortie : 1990

## Distribution
- Brian Dennehy : Frank Daly
- Joe Pantoliano : Wayne Gross
- Jeff Fahey : Ricky Rodriguez
- Bill Paxton : Howard Jones
- Michael C. Gwynne : Anthony Reece
- Henry Darrow : le capitaine Joe Torres
- Burke Byrnes : le commandant Orsini
- Xander Berkeley : Fast Eddie
- Guy Boyd : R.J. Norringer
- John Finnegan : Tommy Grogan
- J. Kenneth Campbell : Lauren Calvert
- Deborra-Lee Furness : Linda Daly